# Подъельник (Иркутская область)
Подъе́льник — опустевшая деревня в Киренском районе Иркутской области. Входит в Алымовское муниципальное образование.
Находится близ левого берега реки Лена, в 1 км от места впадения в неё реки Сухая, в 7 км к северу от центра сельского поселения, села Алымовка.

## Население
| 2002 | 2010 | 2011 | 2012 |
| ---- | ---- | ---- | ---- |
| 0    | →0   | →0   | →0   |